# Tomás Castillo Meza
Tomás Guillermo Castillo Meza (Lima, 1939-Lima, 27 de mayo de 2020) fue un militar y político peruano, que fue ministro de Defensa durante el gobierno de Alberto Fujimori, entre 1996 y 1997.

## Biografía
Castillo ingresó a la Escuela Militar de Chorrillos de donde egresó en 1962. Al iniciarse el gobierno de Alberto Fujimori en 1990 era ya general de brigada, siendo ascendido a general de división. Fue nombrado Jefe del Estado Mayor del Comando Conjunto de las Fuerzas Armadas, así como viceministro del Interior. 
El 10 de enero de 1996 Castillo fue nombrado Ministro de Estado en el despacho de Defensa. En setiembre de 1996, fue interpelado por el Congreso, junto con el ingeniero Alberto Pandolfi, presidente del Consejo de Ministros, y el general Juan Briones Dávila, ministro del Interior. El motivo era sobre el llamado «Caso Vaticano», en el que el narcotraficante Demetrio Chávez Peñaherrera había revelado sus nexos con el asesor presidencial Vladimiro Montesinos.
Durante su gestión se destapó también el caso de la exagente del Servicio de Inteligencia del Ejército (SIE), Leonor La Rosa, que denunció haber sido sometida a torturas por miembros del Ejército por haber filtrado los llamados planes Bermuda, Narval y El Pino. Citado ante el pleno por el Congreso, Tomás Castillo no solo negó esa acusación, sino que sostuvo que Leonor La Rosa era una «enajenada mental» (abril de 1997). Aunque después se vio obligado a retractarse de sus palabras, aduciendo que había sido mal informado.
A mediados de julio de 1997 alcanzó su punto máximo el escándalo por las denuncias periodísticas sobre el espionaje telefónico realizado por los cuerpos de seguridad del Estado a periodistas, miembros de la oposición y hasta del mismo régimen. Se produjo manifestaciones en las calles, las mismas que fueron considerados las primeras de importancia desde el inicio del segundo gobierno de Fujimori. El canciller Francisco Tudela, fue el primero en presentar su renuncia y luego lo hizo Tomás Castillo Meza, el 17 de julio de 1997, renuncias que fueron aceptadas por el presidente. Se produjo entonces la renovación del gabinete ministerial, siendo reemplazado Castillo por el general César Saucedo Sánchez.
Ya en situación de retiro, Castillo pasó luego a ser embajador del Perú ante el Reino de Marruecos; en el 2000 fue nombrado para ejercer simultáneamente el mismo cargo en la República de Mali.
Tras la caída del gobierno fujimorista, fue implicado en diversos casos de corrupción ocurridos durante su gestión, particularmente en la adquisición de material bélico con carácter secreto, durante conflicto con el Ecuador (entre ellos, la compra de 18 aviones MIG 29 bielorrusos de segundo uso en 1996). Fue acusado de delitos como colusión desleal, falsificación de documentos y asociación ilícita. Su nombre fue vinculado con el enriquecimiento ilícito de Fujimori y con la red de corrupción de Vladimiro Montesinos.